# Hidronefrosi
La hidronefrosi  - literalment "aigua a l'interior del ronyó" - fa referència a la distensió i la dilatació de la pelvis i els calzes renals (majors i menors), en general causada per l'obstrucció del flux lliure de l'orina des del ronyó. Si no es tracta condueix a l'atròfia progressiva del ronyó. En els casos de hidroureteronefrosi, també hi ha una distensió de l'urèter.